# موش جنگلی رشته‌کوه لوزون
موش جنگلی رشته‌کوه لوزون (نام علمی: Apomys abrae) نام یک گونه از سرده موش‌های جنگلی فیلیپین است.